# Бумажный мост
Бума́жный мост — автодорожный железобетонный балочный мост через Бумажный канал в Адмиралтейском районе Санкт-Петербурга. Расположен по оси Лифляндской улицы, рядом с парком Екатерингоф. Ниже по течению находится Сутугин мост. 

## Название
В первые годы после постройки мост назывался Лодеровым (Лодеровским) — по фамилии владельца дворового места, выходившего на левый берег Бумажного канала. С 1836 по 1846 года мост также назывался Екатерингофским, иногда — Сутугинским. Современное название известно с 1857 года и дано по бумажной фабрике, находившейся в этом районе с петровских времен.

## История
Первый мост на этом месте был построен до 1795 года. В 1823 году по проекту инженеров П. П. Базена, А. А. Бетанкура и Б. Э. Клапейрона сооружён деревянный арочный однопролётный мост. Конструкция пролётного строения была выполнена аналогично конструкциям арок Каменноостровского моста через Малую Невку. Во время наводнения 1824 года, по оценке М. П. Сакера, мост сдвинуло с места на 1,8 м.
В 1862 году он был перестроен в трехпролётный деревянный с центральным подкосным и боковыми балочными пролётными строениями. Мост неоднократно ремонтировался: в 1868, 1887, 1898—1899 годах. К 1903 году длина моста составляла 21,7 м, ширина — 22,75 м. 
В связи с прокладкой по мосту трамвайных путей была усилена центральная часть моста. В 1928 году выполнен очередной ремонт моста.
В 1949 году деревянные пролётные строения заменены металлическими по проекту инженеров А. Д. Саперштейн и П. М. Блохина. Существующий мост построен в 1962—1963 годах по проекту инженера Е. А. Болтуновой и архитектора Л. А. Носкова. Строительство моста осуществляло СУ-2 треста «Ленмостострой» под руководством главного инженера В. К. Кириллова.

## Конструкция
Мост трёхпролётный железобетонный, балочно-неразрезной системы. Балки пролётного строения сборные двутавровые из преднапряжённого железобетона. Устои и промежуточные опоры железобетонные, на свайном основании, без облицовки. Длина моста 29,7 м, ширина — 19,3 м. 
Мост предназначен для движения автотранспорта, трамваев и пешеходов. Проезжая часть моста включает в себя 2 полосы для движения автотранспорта и 2 трамвайных пути. Покрытие на проезжей части и тротуарах асфальтобетонное. Тротуары отделены от проезжей части парапетным ограждением. На мосту установлено чугунное перильное ограждение, завершающееся на устоях гранитными тумбами.